# Символічна стрічка

Помаранчева стрічка — символ української помаранчевої революції 2004 року

Символічна стрічка (англ. Awareness ribbon) — невеликий шматок стрічки, складений у петлю. Використовується для демонстрації ставлення носія стрічки до якогось питання або проблеми, вираження підтримки певного громадському руху.
Символічний зміст стрічки залежить від її кольору. Різні організації та групи вибрали один з кольорів стрічки як символ підтримки і розуміння, в результаті один і той самий колір може символізувати різні ідеї. І навпаки, деякі рухи символізуються відразу декількома кольорами.
Жовті стрічки у Сполучених Штатах використовують, щоб показати, що близький член сім'ї перебуває за кордоном на військовій службі. У Росії, Білорусі та інших країнах колишнього Радянського Союзу золотисто-чорні смугасті стрічки використовуються для святкування перемоги союзників у Другій світовій війні (9 травня).
Серед способів використання стрічок для привернення уваги до проблем охорони здоров'я, мабуть, найвідомішою є рожева стрічка на підтримку жінок, хворих на рак молочної залози. Інші медичні та соціальні проблеми, для вирішення яких використовуються кольорові стрічки, включають хворобу Альцгеймера і рак підшлункової залози (фіолетова), ВІЛ/СНІД (червона), психічне здоров'я і психічні захворювання (зелена), запобігання самогубствам (жовта), а також розлади мозку або інвалідність (срібляста).
Інші прикраси, в тому числі квіти певних видів, браслети та значки можуть слугувати по суті тій самій меті – привернути увагу до певної справи.

## Критика
Поширення символічних стрічок було розкритиковано як форма «ледачого активізму» (англ. slacktivism, суміщення слів slack — «ледар» і activism — «активізм»), засіб, що дозволяє людям «висловити підтримку», не докладаючи ніяких зусиль до цього. Американський комік Джордж Карлін висміював подібний «активізм» в одному зі своїх виступів.